# Goran Višnjić
Goran Višnjić (* 9. září 1972 Šibenik) je chorvatský herec.
V mládí se zúčastnil války se Srbskem. Od roku 1994 hrál v americkém seriálu Pohotovost, a to chorvatského lékaře Luku Kovače. Hrál též ve filmu Muži, kteří nenávidí ženy z roku 2011. Roku 1998 se objevil ve videoklipu k písni „The Power Of Goodbye“ americké zpěvačky Madonny.
Roku 2005 patřil k finálovým uchazečům o roli Jamese Bonda, avšak zvolen byl nakonec Daniel Craig.